# مشاريع بناء كاترين دي ميديشي

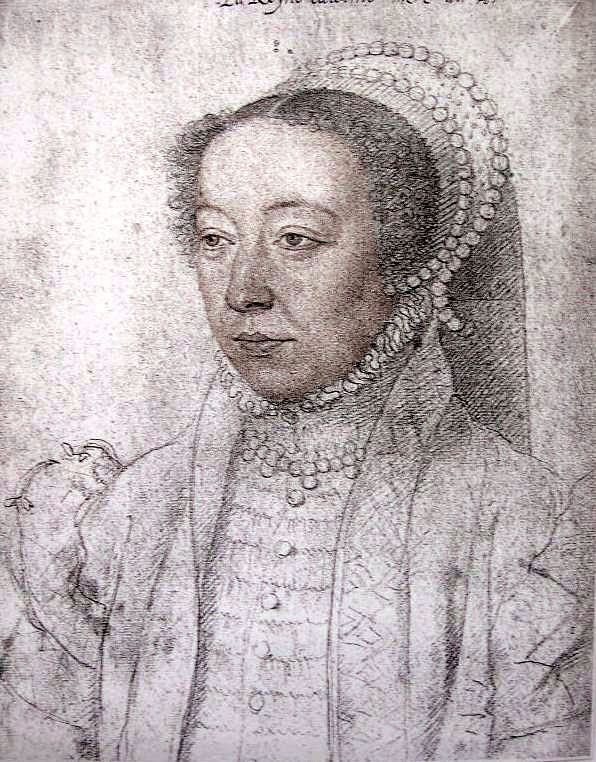
كاثرين دي ميديشي ، بريشة فرانسوا كلويت

مشاريع بناء كاترين دي ميديشي هي مجموعة مشاريع البناء التي قامت بها ملكة فرنسا كاترين دي ميديشي والتي كانت تضم مبنى فالوا في سان دينيس وقصر التويلري وفندق دي لا رين في باريس، وتمديدات إلى قصر شينونسو بالقرب من بلوا. ولدت كاثرين دي ميديشي في فلورنسا مع مطلع عصر النهضة الإيطالية والفرنسية، لأب إيطالي وأم فرنسية، نشأت في فلورنسا وروما تحت جناح باباوات ميديشي، ليو إكس وكليمنت السابع. في عام 1533، في سن الرابعة عشرة، غادرت إيطاليا وتزوجت هنري الثاني ملك فرنسا الذي حكم في الفترة مابين عام 1547حتى عام 1559 . عند القيام بذلك، دخلت أكبر محكمة في عصر النهضة في شمال أوروبا.
وضع الملك فرانسيس كنته مثالًا للرعاية الملكية والفنية التي لم تنساها أبدًا. شاهدت مخططاته المعمارية الضخمة في شامبورد وفونتينبلو. رأت حرفيي إيطاليا وفرنسا يعملون معًا، وصياغة الأسلوب الذي أصبح يُعرف باسم أول مدرسة في فونتينبلو. توفي فرانسيس في 1547، وأصبحت كاثرين ملكة القرين من فرنسا. ولكن لم يكن حتى وفاة زوجها الملك هنري في عام 1559، عندما وجدت نفسها في الأربعين حاكمًا فعالًا لفرنسا، حيث أصبحت كاترين راعياً للهندسة المعمارية. خلال العقود الثلاثة التالية، أطلقت سلسلة من مشاريع البناء المكلفة التي تهدف إلى تعزيز عظمة الملكية. خلال الفترة نفسها، ومع ذلك، سيطرت الحرب الأهلية الدينية على البلاد وجعلت مكانة الملكية تتراجع إلى حد خطير.
أحبت كاثرين الإشراف على كل مشروع شخصيا. قام مهندسو اليوم بتخصيص الكتب لها، وهم يعلمون أنها ستقرأها. على الرغم من أنها أمضت مبالغ هائلة على بناء وتزيين الآثار والقصور، إلا أن القليل من بقايا كاثرين للاستثمار اليوم: عمود دوريسي، وشظايا قليلة في زاوية حدائق التويلري، وقبر فارغ في سانت دينيس. فقدت التماثيل التي كلفت بها كنيسة فالوا أو تنتشر أو تتلف في الغالب أو غير مكتملة في المتاحف والكنائس. ترتكز سمعة كاثرين دي ميديسي كراعٍ للمباني بدلاً من ذلك على تصميمات وأطروحات مهندسيها. هذه تشهد على حيوية العمارة الفرنسية تحت رعايتها.

## تأثيرات
غالباً ما يفترض المؤرخون أن حب كاترين للفنون ينبع من تراث ميديشي. يقول مؤرخ الفن الفرنسي جان بيير بابلون، «إنها ابنة ميديشي، كانت مدفوعة بشغف لبناء ورغبة في ترك إنجازات عظيمة وراءها عندما توفيت». ولدت كاثرين في فلورنسا عام 1519، وعاش في قصر ميديشي، الذي بناه كوزيمو دي ميديسي لتصميمات ميشيلوززو دي بارتولوميو. بعد انتقالها إلى روما في عام 1530، عاشت، وتحيط بها الكنوز الكلاسيكية وعصر النهضة، في قصر ميديشي آخر (وتسمى الآن قصر ماداما). هناك شاهدت كبار الفنانين والمهندسين المعماريين اليوم في العمل في المدينة. عندما كلفت في وقت لاحق المباني نفسها، في فرنسا، وكثيرا ما تحولت كاترين إلى النماذج الإيطالية. قامت بتأسيس التويلري على قصر بيتي في فلورنسا. وقد خططت في الأصل لفندق دي لا رين مع وضع قصر أوفيزي في الاعتبار.

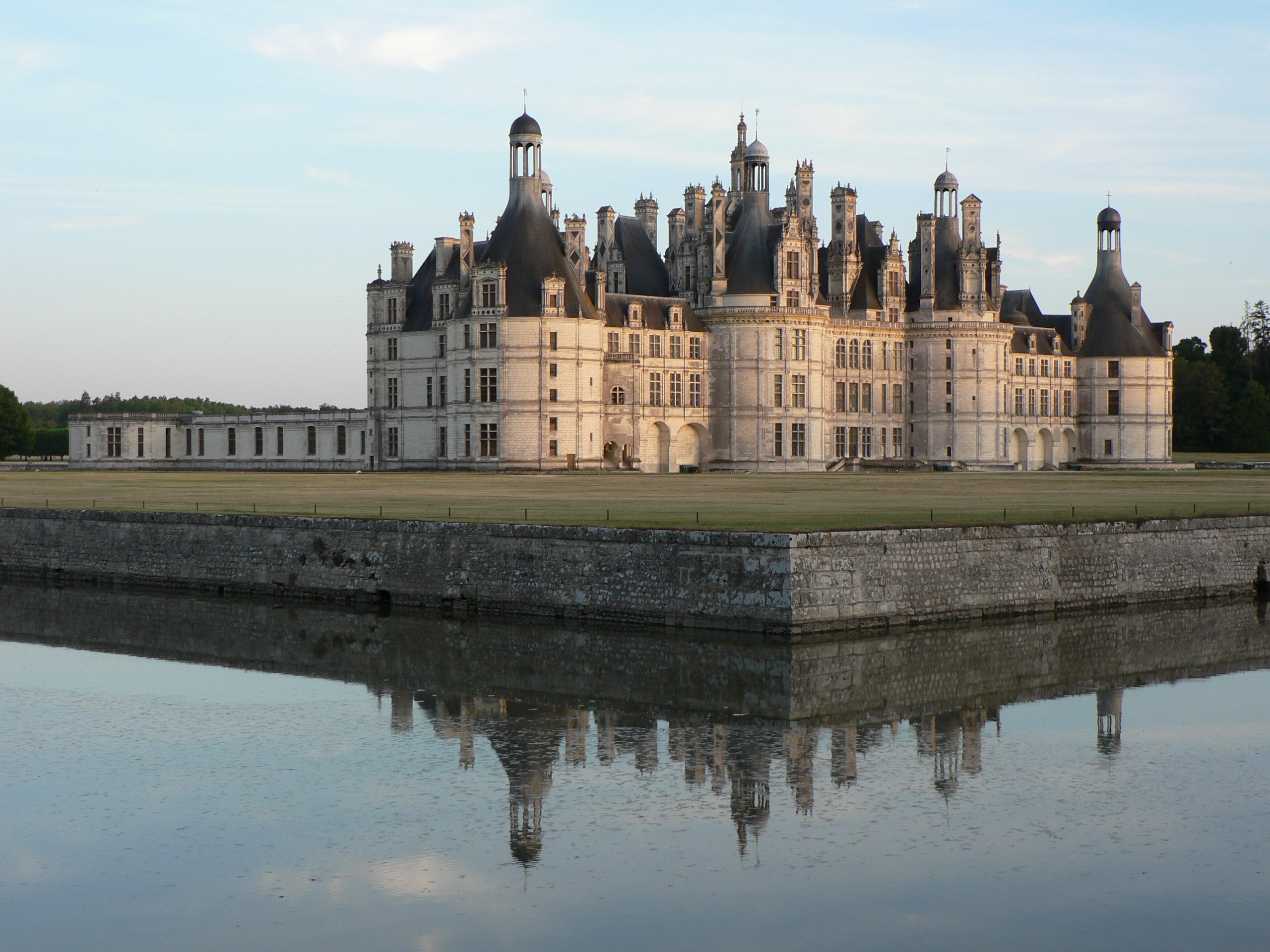
قصر شامبورد ، الذي بناه الملك فرانسيس الأول

غادرت كاترين إيطاليا في عام 1533 عن عمر يناهز 14 عامًا وتزوجت من هنري أورليان، الابن الثاني للملك فرانسيس الأول ملك فرنسا. على الرغم من أنها ظلت على اتصال ببلدتها فلورنسا الأصلية، إلا أن مذاقها نضج في البلاط الملكي المتجول في فرنسا. أعجب والد زوجها كاترين بعمق كمثال على ما ينبغي أن يكون عليه الملك. قامت لاحقًا بنسخ سياسة فرانسيس المتمثلة في تحديد عظمة الأسرة الحاكمة، مهما كانت التكلفة. مشاريعه الفخمة بناء ألهمتها.
كان فرانسيس باني قهري. بدأ أعمال الإرشاد في متحف اللوفر،  أضاف جناحًا إلى القلعة القديمة في بلوا، وبنى قصر شامبورد الواسع، الذي عرضه على الإمبراطور تشارلز الخامس في عام 1539. قام أيضًا بتحويل النزل في Fontainebleau إلى واحد من القصور الكبرى في أوروبا، وهو مشروع استمر في عهد هنري الثاني. عمل فنانون مثل روسو فيورنتينو وفرانشيسكو بريماتشيو في المناطق الداخلية، إلى جانب الحرفيين الفرنسيين. هذا الاجتماع الايطالية التكلف ورعاية فرنسية ولدت على النمط الأصلي، عرفت فيما بعد باسم أول مدرسة فونتينبلو. تتميز هذه اللوحات الجدارية والرسومات الجصية عالية النقوش على شكل رق برشمان أو حزام من الجلد المجعد، وأصبحت الموضة السائدة في فرنسا في النصف الثاني من القرن السادس عشر. استخدمت كاترين في وقت لاحق Primaticcio لتصميم كنيسة فالوا. كما رعت المواهب الفرنسية، مثل المهندسين المعماريين Philibert de l'Orme و Jean Bullant ، والنحات Germain Pilon .

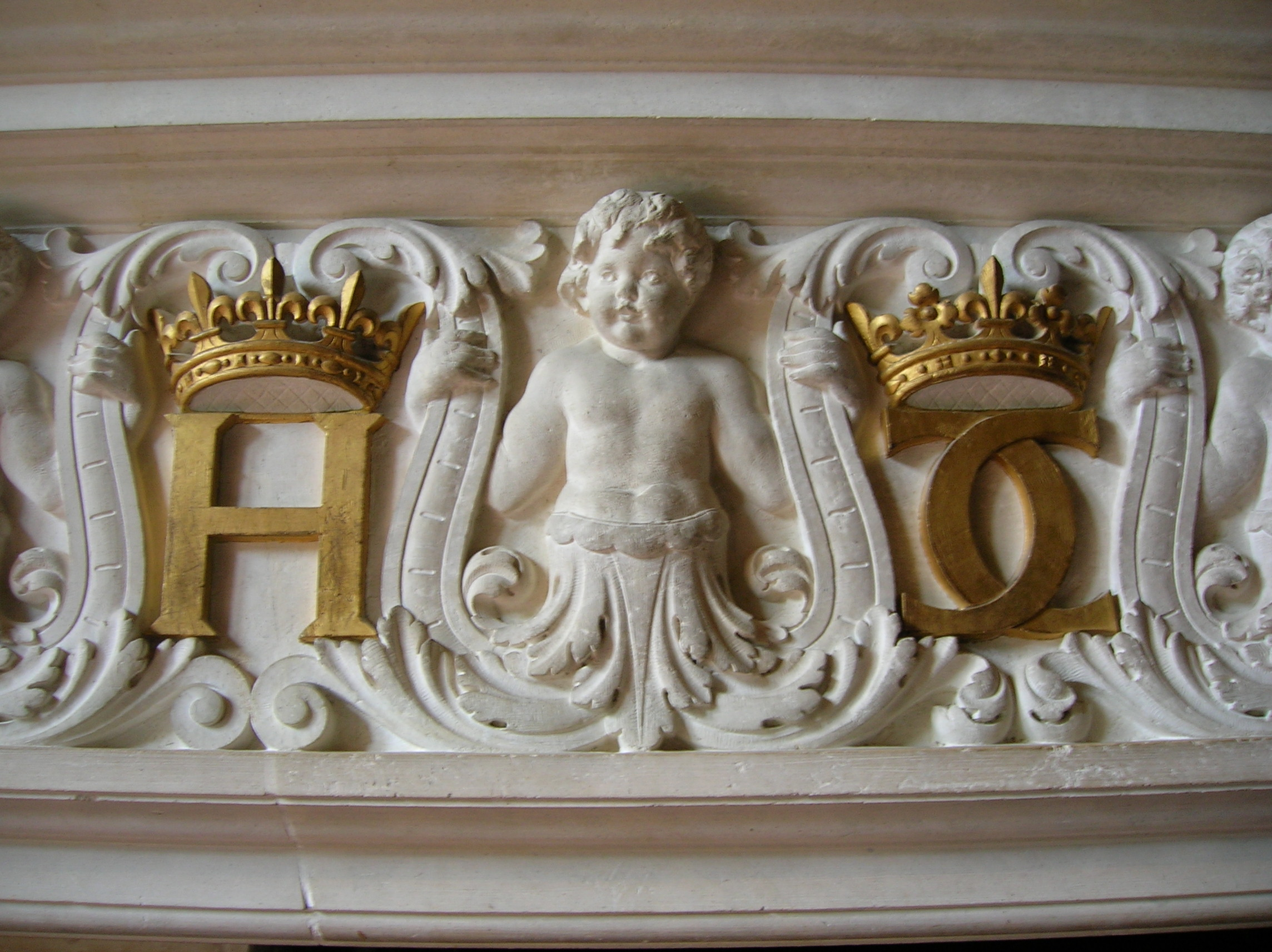
الأحرف الأولى من اسم هنري الثاني وكاترين على مدخنة في Chenonceau

وفاة هنري الثاني من التبارز الجروح في 1559 تغيرت حياة كاترين. منذ ذلك اليوم، كانت ترتدي اللون الأسود وأخذت شعارها مكسورًا. لقد حولت ترملتها إلى قوة سياسية أثبتت سلطتها في عهد أبنائها الثلاثة الضعفاء. كما أنها عازمة على تخليد حزنها لوفاة زوجها. كان لديها شعارات من حبها وحزنها المنحوتة في أعمال حجرية لمبانيها. انها كلفت مقبرة رائعة لهنري، باعتبارها محور كنيسة صغيرة جديدة طموحة.

في 1562، وهي قصيدة طويلة عن طريق نيكولا Houël شبهت كاترين شيح، الذي كان قد بنى ضريح في هاليكارناسوس، واحدة من عجائب الدنيا السبع في العالم القديم، وقبر لزوجها المتوفي. كانت أرتميزيا بمثابة حاكم لأطفالها. وضع Houël ضغوطًا على تفاني Artemesia للهندسة المعمارية. في تفانيه ل L'Histoire de la Royne Arthémise ، أخبر كاثرين: 
 سوف تجد هنا الصروح والأعمدة والأهرامات التي بنتها في كل من رودس وهاليكارناسوس، والتي ستكون بمثابة تذكارات لأولئك الذين ينعكسون في عصرنا والذين سيكون مذهولًا في مبانيكم الخاصة - القصور في التويلري بمونتسو و Saint-Maur ، ولانهاية الآخرين التي قمت ببنائها وبنائها وتزيينها بالمنحوتات واللوحات الجميلة. 

## مصلى فالوا

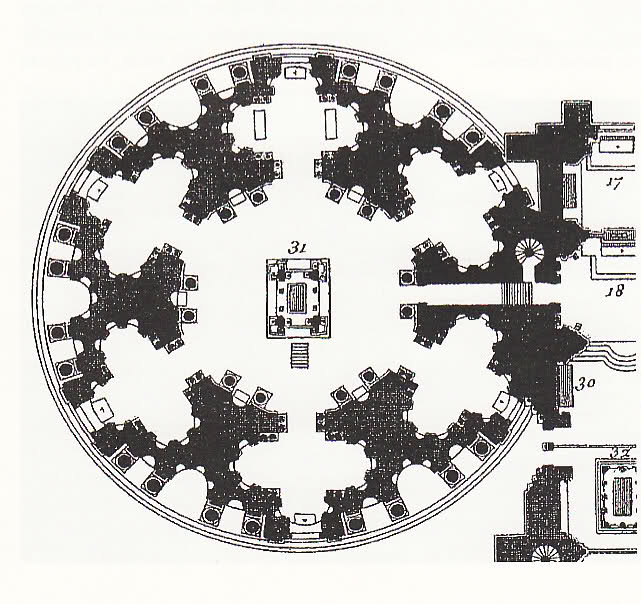
خطة كنيسة فالوا الجنائزية

في ذكرى هنري الثاني، قررت كاثرين إضافة كنيسة جديدة إلى كنيسة سانت دينيس، حيث دفن ملوك فرنسا تقليديًا. وباعتبارها محور هذه الكنيسة الدائرية، والمعروفة أحيانًا باسم Valois rotunda ، فقد كلفت بمقبرة رائعة ومبتكرة لهنري ونفسها. ينبغي فهم تصميم هذا القبر في سياق الإعداد المخطط له. كانت الخطة هي دمج دمى قبر الملك والملكة مع التماثيل الأخرى في جميع أنحاء الكنيسة، وخلق تركيبة مكانية واسعة. كانت موافقة كاترين ضرورية لمثل هذا الخروج عن التقليد الجنائزي.

### هندسة معمارية
لقيادة مشروع كنيسة فالوا، اختارت كاثرين فرانشيسكو بريماتيكيو، الذي كان يعمل لهنري في فونتينبلو. تصميم Primaticcio الكنيسة كمبنى مستديرة، يعلوها قبة، على أن ينضم إلى الشمال مجاز للكنيسة. تم تزيين الجزء الداخلي والخارجي للكنيسة بأعمدة وأعمدة ومقابر من الرخام الملون. سيحتوي المبنى على ستة مصليات أخرى تدور حول ضريح هنري وكاثرين. حل تصميم Primaticcio الدائري للمشاكل التي يواجهها الأخوان Giusti و Philibert de l'Orme ، الذين بنوا المقابر الملكية السابقة. بينما صمم de l'Orme قبر فرانسيس الأول ليتم رؤيته فقط من الأمام أو الجانب، سمح تصميم Primaticcio بعرض القبر من جميع الزوايا. وصف مؤرخ الفن هنري زيرنر الخطة بأنها «دراما طقوسية كبرى كانت ستملأ الفضاء السماوي لروندا».

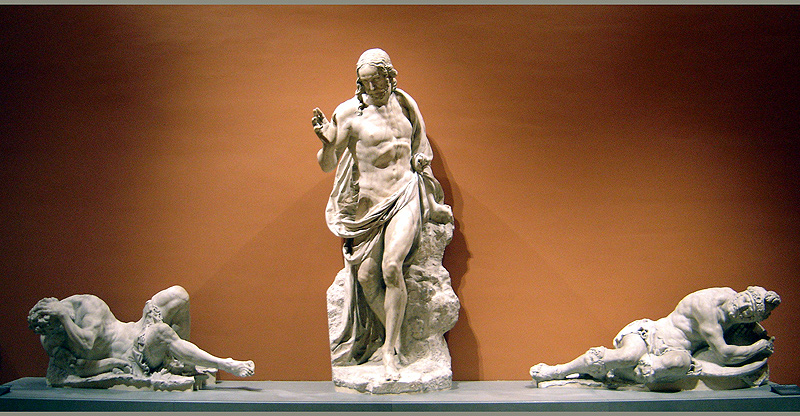
النجاة من شظايا قيامة جيرمان بيلون (1580) بتكليف من كاثرين دي ميديسي في مجمع كنيسة فالوا

بدأ العمل في الكنيسة في عام 1563 واستمر على مدار العقدين القادمين. توفي Primaticcio في عام 1570، وتولى المهندس المعماري جان بولانت المشروع بعد ذلك بعامين. بعد وفاة بولانت في عام 1578، قاد Baptiste du Cerceau العمل. تم التخلي عن المبنى في عام 1585. بعد أكثر من مائتي عام، في عام 1793، رمى الغوغاء عظام كاترين وهنري في حفرة مع بقية الملوك والملكات الفرنسيين.

### قبر

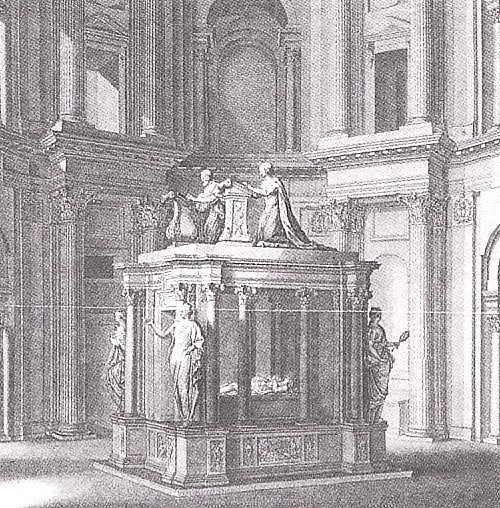
رسم كيف بدا قبر هنري الثاني وزوجته في الأصل ؛ هذا يظهر التماثيل في الأعلى والقبر المزدوج أدناه

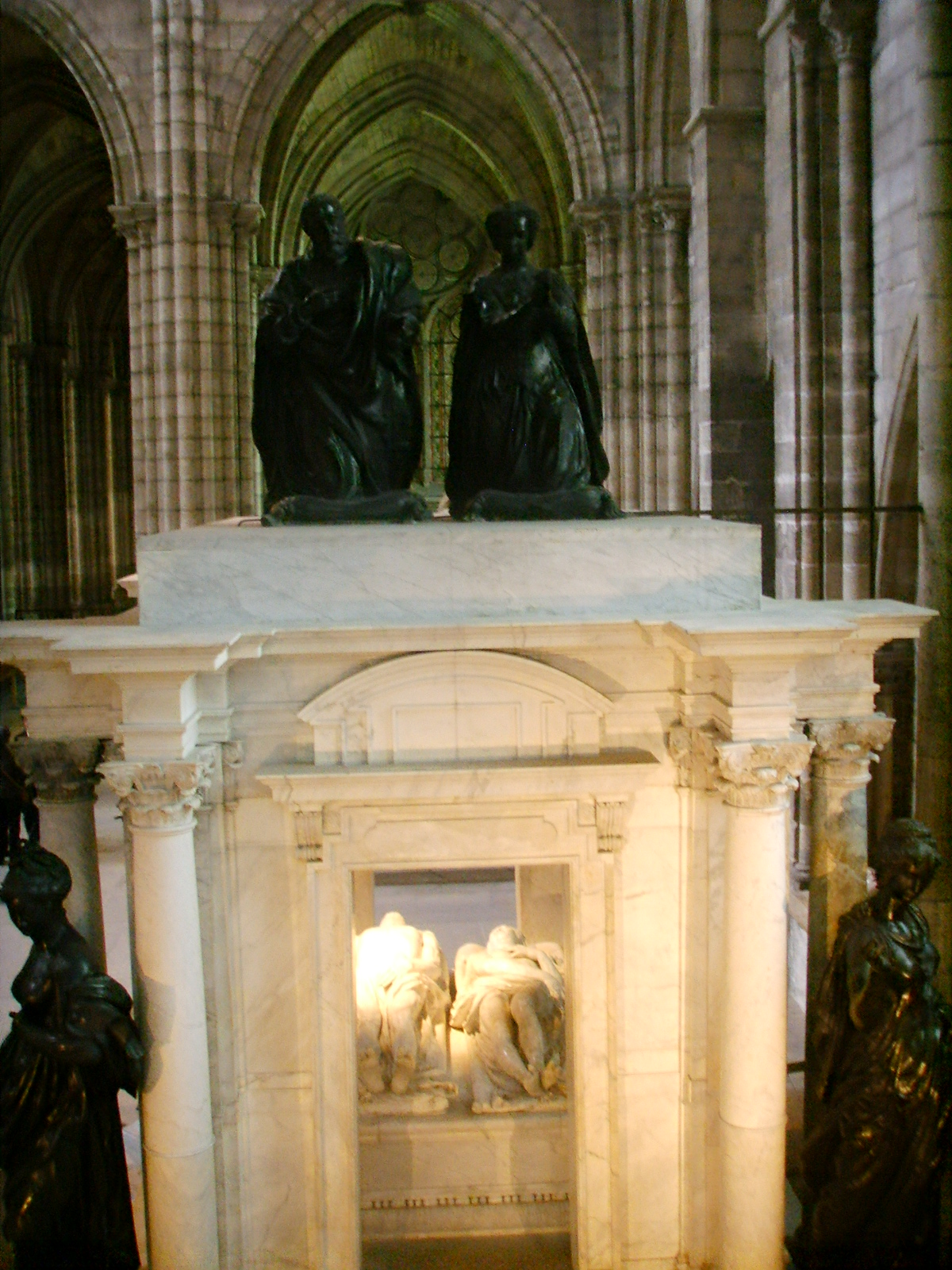
قبر هنري الثاني وكاترين دي ميديسي ، كنيسة سانت دينيس ، مع دمية من الرخام في الأعلى

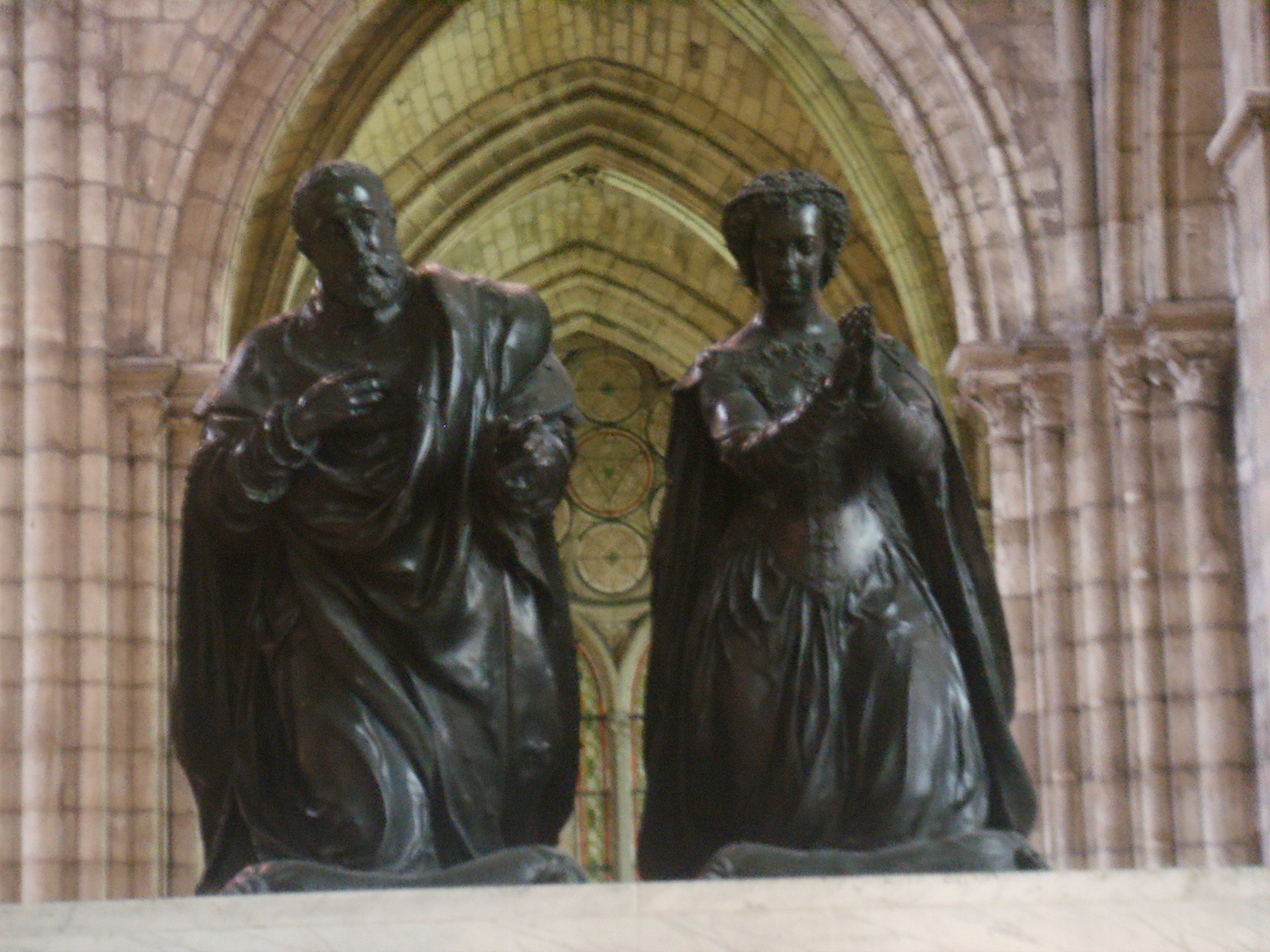
صورة مقربة من التماثيل على قبر هنري الثاني وكاترين دي ميديسي في بازيليك سانت دينيس ، منحوتة من قبل جيرمان بيلون

جرى إنقاذ العديد من المعالم الأثرية التي صُممت من أجل كنيسة فالوا. وتشمل هذه المعالم مقبرة كاثرين وهنري - من وجهة نظر زيرنر، «المقابر الأخيرة والأكثر تألقًا في مقابر النهضة الملكية». Primaticcio نفسه صمم هيكلها، والتي قضت على النقوش الأساسية التقليدية وأبقت الزخرفة إلى الحد الأدنى. نحت النحات جيرمان بيلون، الذي قدم تماثيل لقبر فرانسيس الأول، مجموعتي القبر من التماثيل، والتي تمثل الموت أدناه والحياة الأبدية أعلاه. يركع الملك والملكة، المصنوعان من البرونز، في الصلاة (الكهنة) على مظلة من الرخام تدعمها اثنا عشر عمودًا رخاميًا. إن أوضاعهم تعكس صدى المقابر القريبة من لويس الثاني عشر وفرانسيس الأول. بيد أن شعور بيلون بالمواد، يستثمر تماثيله بإحساس أكبر بالحركة.
قبل تدميرها في الثورة، كانت رفات الملك والملكة ملقاة في غرفة المشرحة أدناه. دمية كاثرين تشير إلى النوم بدلاً من الموت، بينما تم وضع هنري بشكل لافت للنظر، ورُمي رأسه. من عام 1583، نحت بيلون أيضًا جيزانتين لاحقًا لكاترين وهنري يرتديان تيجانهما وأردية التتويج. في هذه الحالة، يصور كاثرين بشكل واقعي، وذقن مزدوجة. كان الهدف من هذين التمثالين أن يحيطوا مذبح الكنيسة. تماثيل بيلون البرونزية الأربعة للفضائل الأساسية تقف عند زوايا القبر. نحت بيلون النقوش حول القاعدة التي تتذكر أعمال بونتيمبس في النصب التذكاري لقلب فرانسيس الأول.

### نحات
في الثمانينيات من القرن التاسع عشر، بدأ بيلون العمل على تماثيل للكنائس التي كانت تحيط القبر. أبرزها القيامة المجزأة، الموجودة الآن في متحف اللوفر، صُممت لمواجهة ضريح كاترين وهنري من كنيسة صغيرة. يعزى هذا العمل إلى ديون مايكل أنجلو التي صممت القبر والتماثيل الجنائزية لوالد كاترين في مصليات ميديشي في فلورنسا. يقف تمثال بيلون للقديس فرنسيس في إكستاسي الآن في كنيسة القديس جان والقديس فرانسوا. من وجهة نظر مؤرخ الفن أنتوني بلانت، فإن هذا يمثل خروجًا عن توتر الحكمة و «ينذر تقريبًا» الباروك.
طور بيلون في هذا الوقت أسلوبًا أكثر تحرراً من النحت أكثر من السابق في فرنسا. يبدو أن التماثيل الفرنسية السابقة قد أثرت عليه أقل من زخارف Primaticcio في Fontainebleau: عمل سلفه جان جوجون، على سبيل المثال، هو أكثر خطية وكلاسيكية. يصور بيلون صراحة العاطفة الشديدة في عمله، وأحيانًا إلى درجة الغرابة. تم تفسير أسلوبه على أنه انعكاس لمجتمع مزقته صراعات الحروب الدينية الفرنسية.

## مونتسو
يعتبر قصر مونتسو أون بري، أول مشاريع البناء التي قامت بها كاثرين، ويقع بالقرب من باريس، أهداه لها هنري الثاني عام 1556، أي قبل وفاته بثلاث سنوات. يتكون المبنى من جناح مركزي يضم درجًا مستقيمًا، وجناحين مع جناح في كل نهاية. أرادت كاثرين تغطية الزقاق في الحديقة حيث لعب هنري بال مول، وهو شكل مبكر من الكروكيه. لهذه اللجنة، قام Philibert de l'Orme ببناء مغارة لها. لقد وضعه على قاعدة مصنوعة لتبدو وكأنها صخرة طبيعية، يمكن للضيوف من خلالها مشاهدة الألعاب أثناء تناول المرطبات. تم الانتهاء من العمل في عام 1558 لكنه لم ينجو. توقف استخدام القصر كمسكن ملكي بعد عام 1640، وكان قد خربه بحلول الوقت الذي تم هدمه بموجب مرسوم ثوري في عام 1798.

## التويلري

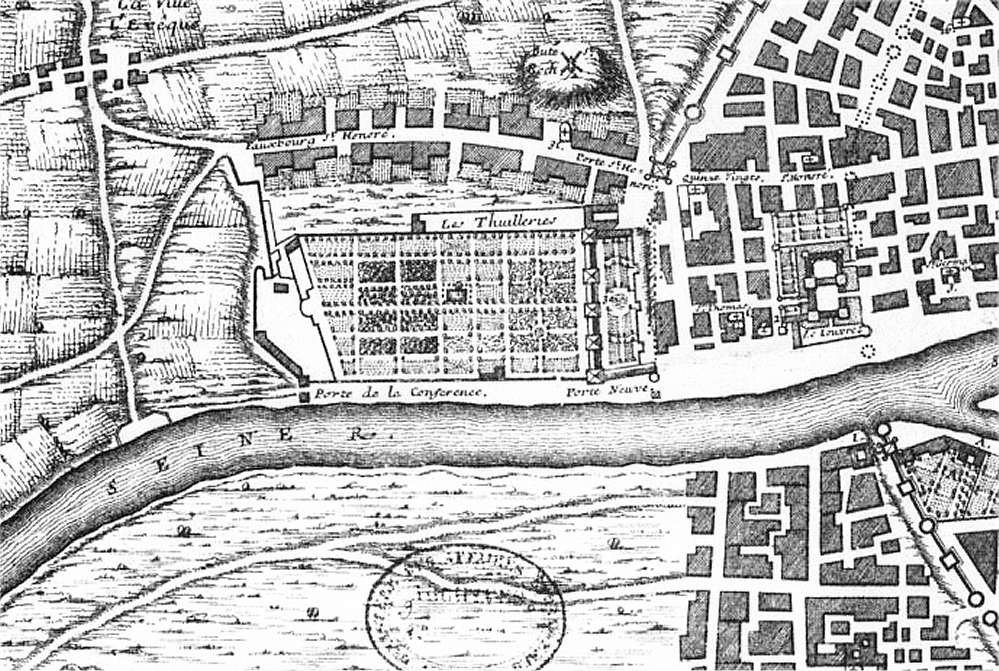
التفاصيل من خريطة باريس عام 1705 ، والتي تبين التويلري واللوفر في حوالي 1589

بعد وفاة هنري الثاني، وتخلي كاثرين عن قصر Tournelles ، حيث هنري قد صار بعد لانس اخترقت قاتلة له العين والدماغ في تنافس. لتحل محل Tournelles ، قررت في عام 1563 بناء مسكن جديد في باريس في موقع بعض أفران البلاط القديمة أو tuileries . كان الموقع قريبًا من متحف اللوفر المزدحم، حيث احتفظت بأسرتها. امتدت الأراضي على ضفاف نهر السين وتمنح منظرًا للريف من الجنوب والغرب. كان التويلريون أول قصر خططته كاثرين من الألف إلى الياء. كان عليه أن ينمو ليصبح أكبر مشروع بناء ملكي في الربع الأخير من القرن السادس عشر في أوروبا الغربية. كانت مخططات البناء الضخمة الخاصة بها قد حولت غرب باريس، كما يُرى من النهر، إلى مجمع ضخم.

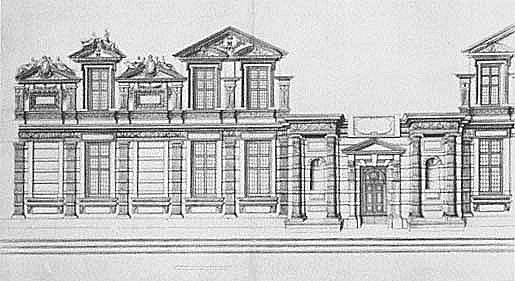
تفاصيل جانب ملعب التويلري ، صممه Philibert de l'Orme ، رسمه جاك أندرويت دو سيرسيو

لتصميم القصر الجديد، أعادت كاثرين Philibert de l'Orme من العار. لقد تم إقالة العبقري المتعجرف هذا كمراقب للمباني الملكية في نهاية عهد هنري الثاني، بعد صنع الكثير من الأعداء. ذكر دي لورم المشروع في رسالته عن الهندسة المعمارية، لكن أفكاره غير معروفة تمامًا. يبدو من كمية صغيرة من العمل المنجز أن خططه لالتويلري ابتعدت عن مبادئه المعروفة. يقال إن دي لورم «علّم فرنسا الأسلوب الكلاسيكي - الواضح والعقلاني والمنتظم». لكنه يلاحظ أنه في هذه الحالة أضاف مواد غنية وزخارف لإرضاء الملكة. تتضمن الخطط بالتالي عنصرًا زخرفيًا يتطلع إلى العمل اللاحق لبولانت وإلى أسلوب أقل تقليدية في الهندسة المعمارية. 
 لن أتطرق إلى مسائل أخرى دون أن أوضح لكم أنني اخترت النظام الأيوني الحالي، من بين كل الأشياء الأخرى، من أجل الزخرفة وإعطاء اللمعان إلى القصر، الذي جلالة الملكة، والدة الملك الأكثر مسيحية تشارلز التاسع، اليوم يبني في باريس ... والسبب الآخر الذي أردت استخدامه وإظهار الترتيب الأيوني بشكل صحيح، في قصر صاحبة الجلالة الملكة، هو لأنه أنثوي وتم ابتكاره وفقًا للنسب ومحاسن النساء والآلهة، مثلما فعلت دوريتش مع تلك الخاصة بالرجال، وهو ما قاله لي القدماء: لأنهم عندما قرروا بناء معبد للإله، استخدموا دوريك، وإلهة أيوني. ومع ذلك، فإن جميع المهندسين المعماريين لم يتبعوا هذا [المبدأ] ، الموضح في نص فيتروفيوس ... وبناءً على ذلك، استفدت، في قصر صاحبة الجلالة الملكة، من الترتيب الأيوني، بالنظر إلى أنه حساس وجمال أكبر من و Doric ، وأكثر مزخرف وإثراء مع ميزات مميزة. 
 شاركت كاثرين دي ميديشي عن كثب في تخطيط المبنى والإشراف عليه. تسجل De l'Orme ، على سبيل المثال، أنها أخبرته بإنزال بعض الأعمدة الأيونية التي ضربتها على أنها سهلة للغاية. كما أصرت على لوحات كبيرة بين النوافذ لإفساح المجال أمام النقوش. لم يتم بناء سوى جزء من مخطط دي لورم: القسم السفلي من الجناح المركزي، الذي يحتوي على درج بيضاوي، وجناح على كلا الجانبين. الرغم من أن العمل على تصميم دي لورم قد تم التخلي عنه في عام 1572، أي بعد عامين من وفاته، إلا أنه تم احتراجه بشكل كبير. وفقًا لطومسون، «الأجزاء الباقية من القصر المنتشرة بين حدائق التويلري، وساحات مدرسة الفنون الجميلة [باريس] وشاتو دو لا بونتا في كورسيكا تُظهر أن الأعمدة والقناطر والسكنات والمظاهر في التويلري كانت روائع النحت المعماري غير المجازي للنهضة الفرنسية».

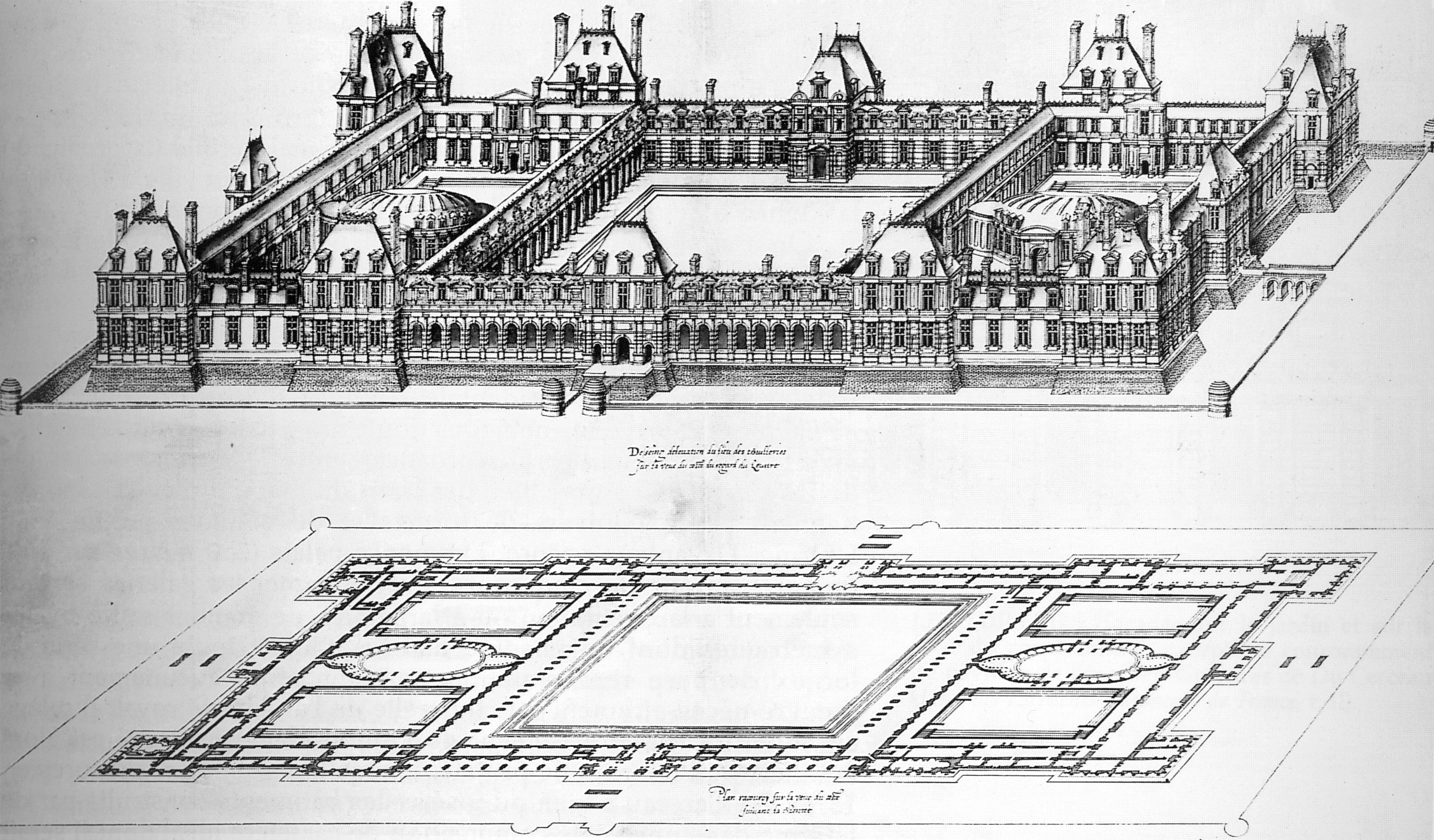
رسم من قبل جاك أندرويت دو سيرسو لمشروع موسع من عام 1578-1579 لصالح التويلري ، مع قاعات بيضاوية

لم تنجح خطط De l'Orme الأصلية. لكن جاك أندروت دو سيركو ترك لنا مجموعة من الخطط لتويلري. يظهر نقش واحد القصر الفخم، مع ثلاثة ملاعب وقاعتين البيضاوي. هذا التصميم غير نمطي لأسلوب de l'Orme ومن المحتمل أن يكون اقتراح دو سيرسيو أو ابنه بابتيست. وهو يسترجع المنازل ذات الأجنحة الطويلة والفناءات المتعددة التي رسمتها دو سيرسو في كثير من الأحيان في الستينيات والسبعينيات. اقترح المؤرخ المعماري ديفيد طومسون أن قاعات البيضاوي الموجودة في ساحات دو سيركو كانت فكرة كاترين دي ميديسي. ربما تكون قد خططت لاستخدامها في كراتها الترفيهية الفخمة. تكشف رسومات دو سيركو أنه قبل نشرها في عام 1576، قررت كاثرين الانضمام إلى متحف اللوفر في التويلري بواسطة معرض يمتد غربًا على الضفة الشمالية لنهر السين. فقط الطابق الأرضي من القسم الأول ، بيتيتي جاليري ، تم الانتهاء منه في حياتها. تم تركه لهنري الرابع، الذي حكم في الفترة من 1589 إلى 1610، لإضافة الطابق الثاني ومبنى غراندي الذي ربط أخيرًا القصرين.
بعد وفاة دي لورم في عام 1570، تخلى كاثرين عن تصميمه لمنزل قائم بذاته مع ساحات. أضافت إلى جناحه غير المكتمل جناحًا يمتد المبنى باتجاه النهر. تم بناء هذا في أسلوب أقل تجريبية من قبل جان بولانت . قام بولانت بربط الأعمدة بجناحه ، كما دعا في كتابه الصادر عام 1564 حول الأوامر الكلاسيكية، لتمييز النسبة. وقد فسر بعض المعلقين نهجه المختلف على أنه انتقاد لمغادرة دي لوريم عن أسلوب الآثار الرومانية.

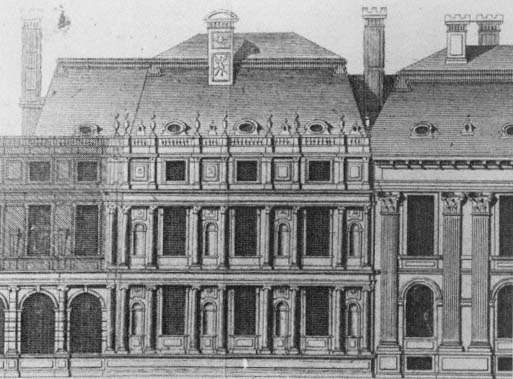
جناح جان بولانت في التويلري ، في نقش قام به ميشيل فليبيان عام 1725

على الرغم من حالته غير المكتملة ، كثيرا ما زار كاثرين القصر. عقدت المآدب والاحتفالات هناك وأحب المشي في الحدائق. وفقًا للزعيم العسكري الفرنسي المارشال تافانيس ، فقد خططت لمذبحة عيد القديس بارثولوميو في حدائق التويلري ، حيث تم ذبح الآلاف من الهوغونيين في باريس. تم وضع الحدائق قبل توقف العمل في القصر. وشملت هذه القنوات ، نوافير ، ومغارة مزينة بالحيوانات الزجاجية من قبل الخزاف برنارد باليسي. في عام 1573، استضافت كاثرين الترفيه الشهير في التويلري الذي صور على نسيج فالوا . كانت هذه كرة كبيرة للمبعوثين البولنديين الذين أتوا لتقديم تاج بولندا لابنها دوق أنجو ، ثم هنري الثالث ملك فرنسا. هنري الرابع أضاف لاحقًا إلى التويلريين ؛ لكن لويس السادس عشر كان لتفكيك أجزاء من القصر. أضرم الحراس النار في الباقي في عام 1871. وبعد مرور اثني عشر عامًا ، تم تدمير الأنقاض وبيعها بعد ذلك.

## سان مور
كان قصر سان مور دي فوسي، جنوب شرق باريس ، أحد مشاريع كاثرين غير المكتملة. اشترت هذا المبنى ، الذي عمل عليه Philibert de l'Orme ، من ورثة الكاردينال جان دو بيلي ، بعد وفاة الأخير في عام 1560. ثم كلفت دي لوريم بإنهاء العمل الذي بدأه هناك. قد تسلط رسومات جاك أندرويت دو سيرسو في المتحف البريطاني الضوء على نوايا كاثرين لسان مور. يعرضون خطة لتوسيع كل جناح عن طريق مضاعفة حجم الأجنحة بجانب الكتلة الرئيسية من المنزل. كان المنزل للبقاء كطابق واحد ، مع سقف مسطح وأعمدة أريفة . هذا يعني أن الامتدادات لن تزعج جماهير المبنى كما هو واضح من الجانب.
توفي دي لورم في عام 1570 ؛ في 1575 تولى مهندس معماري غير معروف في سان مور. اقترح الرجل الجديد رفع الأجنحة على جانب الحديقة وتزيينها بأسطح مائلة. كما خطط لقوسين آخرين فوق تراس de l'Orme ، الذي انضم إلى الأجنحة على جانب الحديقة. ونظرا مؤرخ RJ KNECHT و، فإن مخطط أعطت هذا الجزء من المنزل، وهو «ضخم، حتى بشع» تلع. تم تنفيذ العمل جزئيًا فقط ، ولم يكن المنزل مناسبًا لكاترين للعيش فيه. تم تأميم شاتو دو سان مور ، الذي كان لا يزال في حوزة عائلة كوندي ، خلال الثورة الفرنسية، وتم إفراغ محتوياته. وتقسيم تضاريسها بين المضاربين العقارات. تم هدم الهيكل لقيمة مواده. لا شيء تقريبا لا يزال قائما.

## فندق دي لا رين

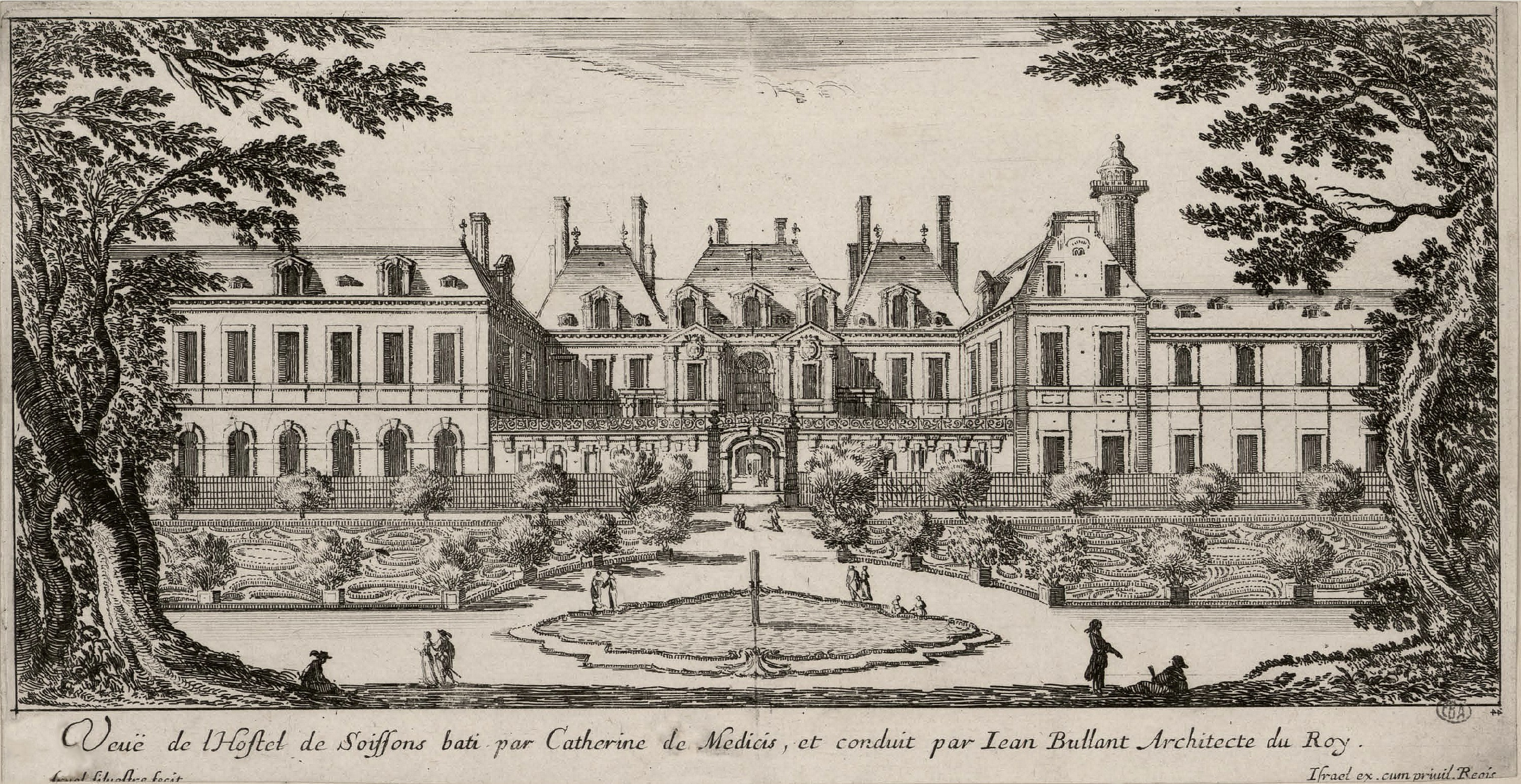
نقش عام 1650 من قبل إسرائيل سيلفستر في فندق دي لا راين في باريس : الأجزاء المركزية واليمنى هي تلك التي بنيت خلال حياة كاترين. يمكن رؤية Colonne de l'Horoscope في الخلفية ، إلى اليمين.

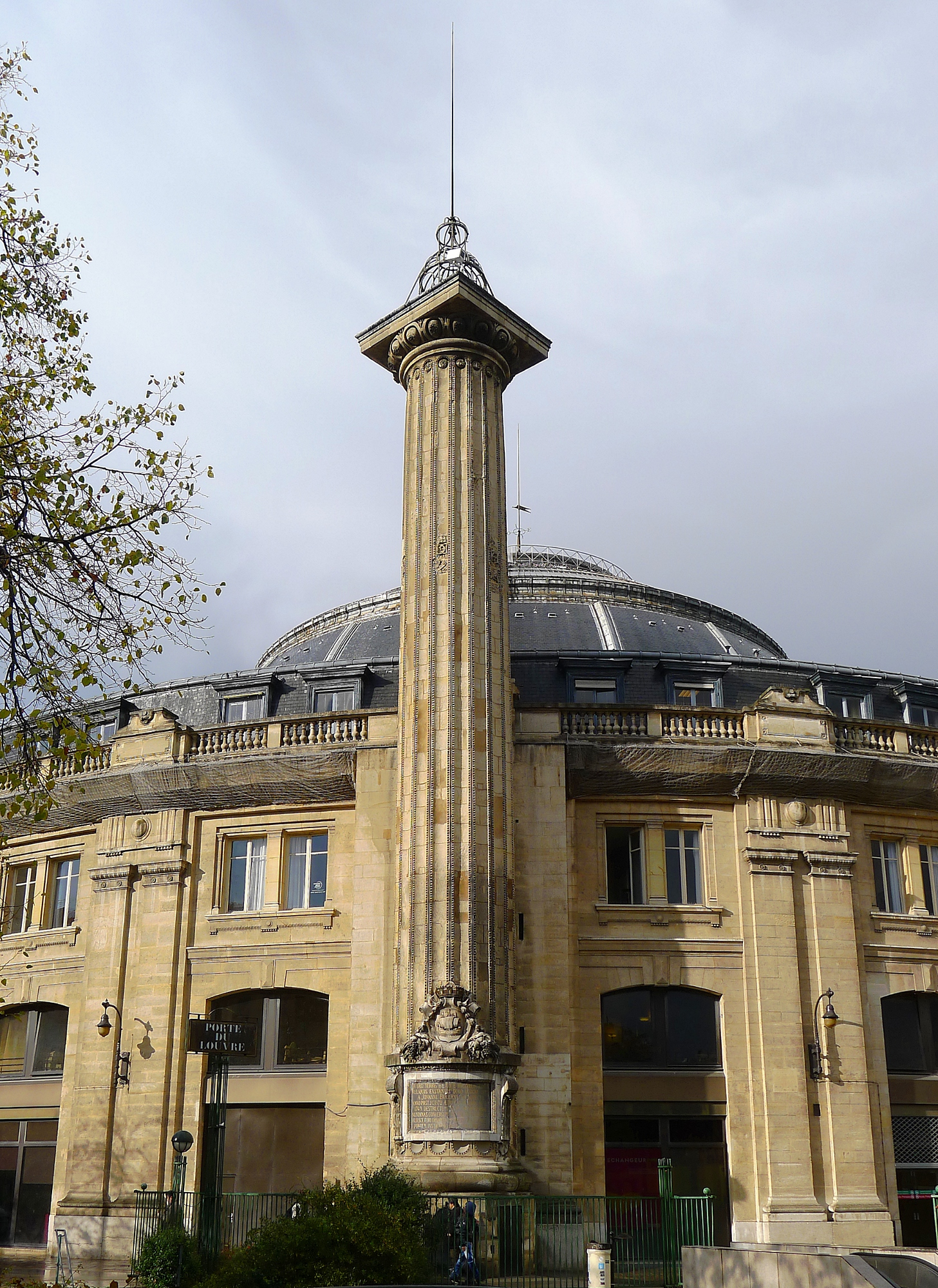
العمود ميديشي

بعد وفاة دي لورم ، حل جان بولانت مكانه ككبير مهندسي كاترين. في عام 1572، كلفت كاثرين بولانت ببناء منزل جديد لها داخل أسوار مدينة باريس. كانت قد تجاوزت شقتها في متحف اللوفر وتحتاج إلى مساحة أكبر لأسرتها المتورمة. لإفساح المجال للمخطط الجديد وحدائقه ، تم هدم منطقة بأكملها في باريس.
كان القصر الجديد معروفًا في زمن كاثرين باسم فندق دي لا راين ، ثم فيما بعد باسم فندق دي سواسون. النقوش التي صنعتها إسرائيل سيلفستر في حوالي عام 1650 وخطة من حوالي 1700 تبين أن فندق دي لا رين يمتلك جناحًا مركزيًا وساحة فناء وحدائق. تضمنت الحدائق المسورة في الفندق مرفأًا وبحيرة مع نفاثة مائية ومساحات طويلة من الأشجار. كاثرين أيضا تثبيت البرتقال التي يمكن تفكيكها في فصل الشتاء. تم تنفيذ أعمال البناء الفعلية بعد وفاة بولانت عام 1582. تم هدم المبنى في ستينيات القرن التاسع عشر. كل ما تبقى من فندق Hôtel de la Reine اليوم عبارة عن عمود Doric فردي ، يُعرف باسم عمود Colonne de l'Horoscope أو Medici ، الذي كان واقفًا في الفناء. يمكن رؤيته بجانب بورصة التجارة القبة. وصف سيرة كاترين ليوني فريدا ذلك بأنه «تذكير مؤثر بالطبيعة السريعة للسلطة».

## شينونسو

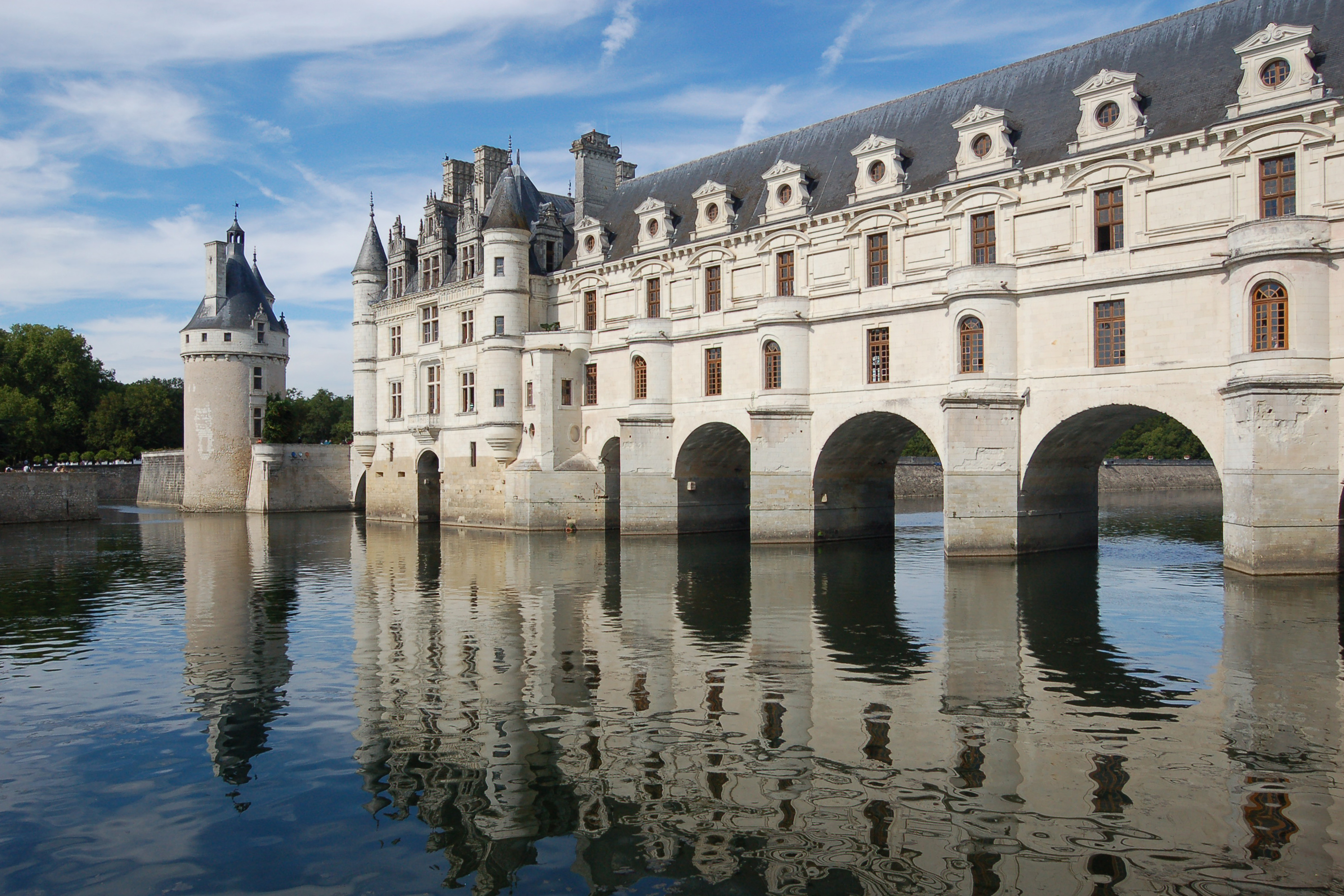
كان لدى كاثرين معرضان مبنيان على جسر ديان على نهر شير في تشينونسو.

في عام 1576، قررت كاثرين توسيع قصرها في شينونسو ، بالقرب من بلوا. عند وفاة هنري الثاني ، طلبت هذه الخاصية من عشيقة هنري ديان دي بواتييه. لم تنس أن هنري قد أعطى ملكية التاج هذه لديان بدلاً منها. في المقابل ، منحت ديان جائزة شومون الأقل قيمة. عندما وصلت ديان إلى تشاومونت ، وجدت علامات الغيظ، مثل البنتقرات المرسومة على الأرض. وسرعان ما انسحبت إلى قصتها من Anet ولم تطأ قدمها في Chaumont مرة أخرى.
قامت ديان بأعمال كبرى في شينونسو ، مثل جسر دي لورم فوق نهر شير . الآن انطلقت كاثرين لتفادي أو تفوق على عمل منافستها السابقة. غمرت مبالغ كبيرة في المنزل وبنت معرضين على امتداد الجسر. كان المهندس المعماري من شبه المؤكد بولانت. تظهر الزخارف خيال أسلوبه الراحل.

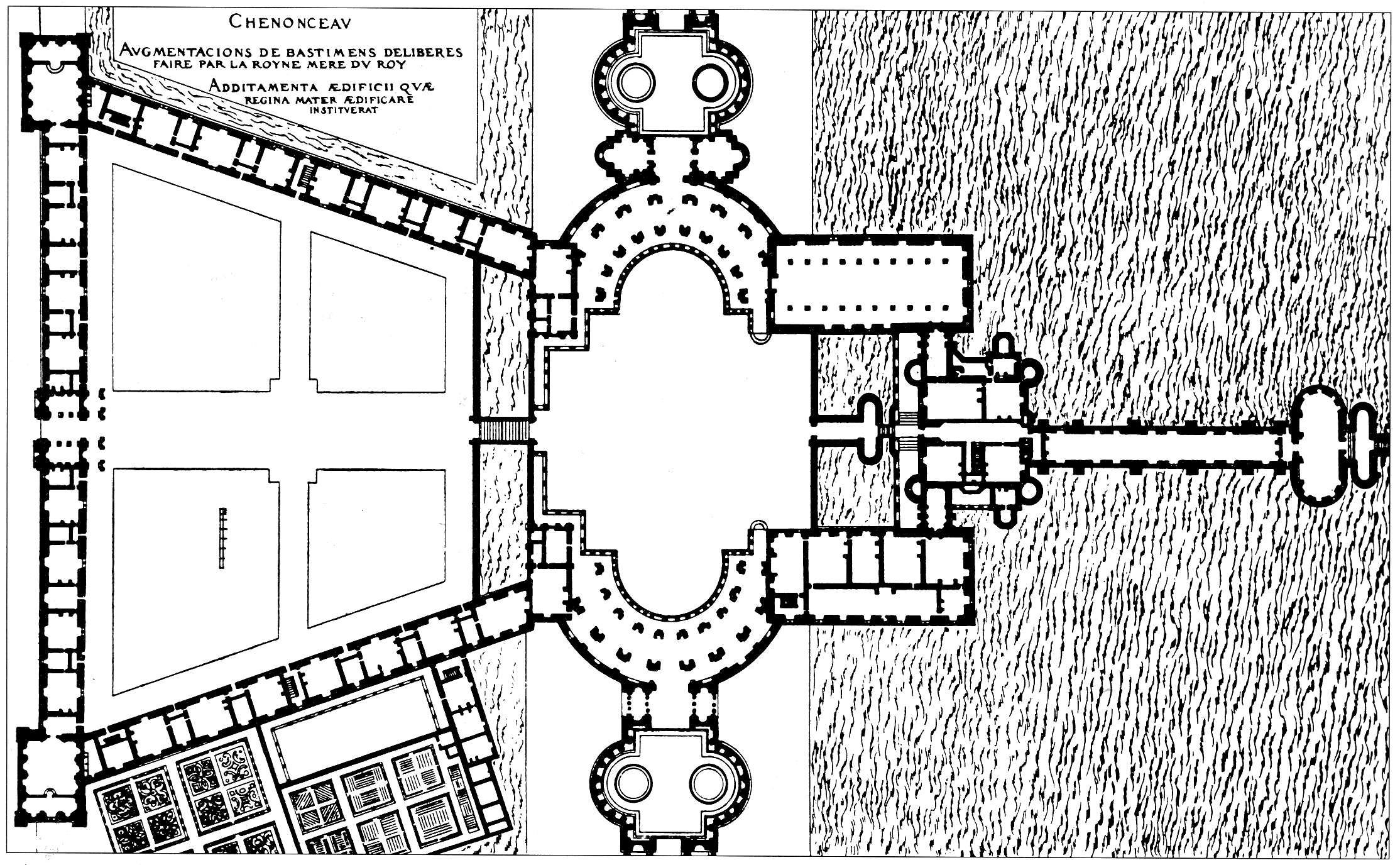
التوسعات المخططة لجان بولانت في شينونسو (حوالي 1572) ، رسمها جاك أندرويت دو سيرسيو ، 1579

أحب كاثرين الحدائق وغالبا ما أجرى الأعمال فيها. في شينونسو وأضافت الشلالات، معارض الوحوش ، والأقفاص، وضعت ثلاث حدائق، وزرعوا التوت الأشجار ل دودة القز. جاك أندروت دو سيركو بوضع رسومات لمخطط فخم لشينونسو. تؤدي المحكمة السفلى شبه المنحرف إلى مقدمة من الأذين نصف دائري انضم إلى قاعتين تحيطان بالمنزل الأصلي. قد لا تكون هذه الرسومات سجلاً موثوقًا به لخطط Bullant. يُدرج Du Cerceau أحيانًا في تصميمات كتابه التي تجسد أفكارًا كان يود هو بنفسه أن يرى تنفيذها بدلاً من أفكار المصمم الفعلي للمبنى المعني.
كان جاك أندروت دو سيركو المهندس المعماري المفضل لكاترين. مثل بولانت ، أصبح مصمم خيالي مع مرور الوقت. لم يبق شيئًا بنفسه. اشتهر بدلاً من ذلك بنقوشه على المخططات المعمارية الرائدة في ذلك اليوم ، بما في ذلك سان مور ، وتويلري ، وتشنونسو. في عامي 1576 و 1579، أنتج مجلدي Les Plus Excellents Bastiments de France ، وهو منشور جميل مخصص لكاثرين. عمله هو سجل لا يقدر بثمن من المباني التي لم يتم الانتهاء منها أو تم تغييرها لاحقًا بشكل كبير.

أنفقت كاثرين مبالغ طائلة من المال على المباني في وقت الطاعون والمجاعة والصعوبات الاقتصادية في فرنسا. بينما انزلق البلد أعمق في الفوضى ، نمت خططها أكثر طموحا. ومع ذلك ، أصيبت الملكية الملكية بالشلل بالديون وكانت سلطتها المعنوية في تراجع حاد. الرأي العام أدان مخططات بناء كاترين بأنها باهظة الفاحشة. كان هذا صحيحًا بشكل خاص في باريس ، حيث طُلب من المرافعة في كثير من الأحيان المساهمة في تكاليفها. 
The queen must cease building,

Her lime must stop swallowing our wealth...

Painters, masons, engravers, stone-carvers

Drain the treasury with their deceits.

Of what use is her Tuileries to us?

Of none, Moreau; it is but vanity.

It will be deserted within a hundred years.
 رونسارد كان من نواح كثيرة أثبت صحته. وفاة نجل كاترين الحبيب هنري الثالث في عام 1589، بعد بضعة أشهر من بلدها ، وضع حدا لسلالة فالوا. نجا القليل الثمين من أعمال البناء الكبرى لكاثرين.